# Superfície mínima de Catalan

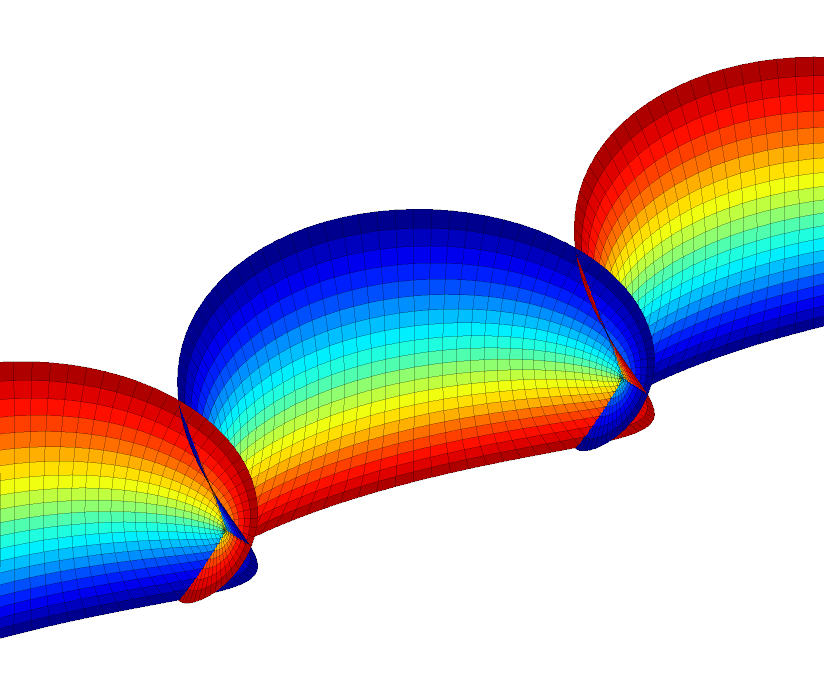
Superfície mínima de Catalan.

En geometria diferencial, la superfície mínima de Catalan és una superfície mínima estudiada originalment per Eugène Charles Catalan el 1855.
Té la propietat especial de ser la superfície mínima que conté un cicloide com a geodèsica. És també escombrada cap enfora per una família de paràboles.
La superfície té les característiques matemàtiques exemplificades per la següent equació paramètrica:
{\displaystyle {\begin{aligned}x(u,v)&=u-\sin(u)\cosh(v)\\y(u,v)&=1-\cos(u)\cosh(v)\\z(u,v)&=4\sin(u/2)\sinh(v/2)\end{aligned}}}